# 横河水库
横河水库是中国湖北省黄冈市黄州区境内的一座水库，位于举水支流夫子河支流上，建于1965年。水库正常库容为1800万立方米，集雨面积为15平方千米，海拔为86.3米。